# Next to Me (chanson d'Imagine Dragons)
Pour les articles homonymes, voir Next to Me.
Albums de Imagine Dragons
Smoke + Mirrors Origins
Singles de Imagine Dragons
The Fall I Don't Know Why
" Next to Me " est une chanson du groupe de rock américain Imagine Dragons. Elle a été écrite par les quatre membres du groupe, avec le producteur Alex da Kid, et est le quatrième titre du troisième album studio du groupe, Evolve. 

## Production
Le groupe a commencé à écrire la chanson le 14 février 2018, dont la pochette représente deux personnes dans un canyon, dans un décor de science-fiction. Ils ont légendé l'image: "2/21 the evolution begins." 
Lors de la sortie de l'album, la chanson n'était pas encore sortie. Elle a donc été ajoutée après, et n'était pas incluse dans la première version de l'album. 
Le single a été présenté en première sur l'émission de radio de Zane Lowe en tant que "Record du Monde" du jour,. and was released alongside the announcement of extended summer tour dates.
"Next to Me" est identifiée comme la première chanson d'amour du groupe. Dan Reynolds, l'artiste principal du groupe, a admis que c'était un changement de thème inattendu dans l'interview avec Lowe, en disant: "Ouais, je n'écris pas typiquement des chansons d'amour. J'ai commencé à écrire quand j'avais environ 13 ans et c'était une source d'évasion de l'école, de la dépression, de se sentir perdu, et ça, ça n'a jamais été une romance. " Il considérait cela comme "quelque chose auquel tout le monde peut s'identifier", c'est-à-dire "le sentiment que vous allez parfois échouer dans une relation et la vraie valeur d'une relation et ce qui se passe à ce moment".

## Clip vidéo
Un court-métrage d'accompagnement de la chanson est sorti le 13 mars 2018. Les principaux figurants du clip sont Dan Reynolds et sa femme Aja Volkman (en). Dans la vidéo, Aja quitte Dan à cause de ses problèmes, ce qui le conduit à tenter de vendre sa bague de mariage. Le prêteur sur gages (joué par Wayne Sermon ) lui dit que la bague ne vaut pas grand-chose, et dans sa colère, Dan tente de voler la bague et le tue. Le reste de la vidéo présente une série de flashbacks pendant que Dan est dans le couloir de la mort, et son éventuelle exécution.

## Réception
Ryan Reed de Rolling Stone a estimé que le groupe parvient à "mélanger l'expérimental et l'accessible" sur la piste.. Scott T. Sterling de CBS Radio a considéré la chanson comme "une grande et puissante ballade qui met en valeur la voix envoûtante et passionnée de Reynolds". Mike Wass d' Idolator a déclaré que la chanson présente un "tempo endormi".

## Crédits musicaux
Crédits tirés de Tidal .
Imagine Dragons
- Wayne Sermon - Guitare, composition
- Dan Reynolds - Lead Vocals, composition
- YEBBA - Voix de fond
- Ben McKee - Basse, composition
- Daniel Platzman - Batterie, composition

Musicien supplémentaire
- Alex da Kid - composition, production

Personnel technique
- Manny Marroquin - mixage